# In Your Eyes (Inna)
In Your Eyes è un singolo della cantante rumena Inna, scritto e prodotto dai Play & Win, lanciato il 3 dicembre 2013 come nono ed ultimo singolo dall'album chiudendo ufficialmente le promozioni di Party Never Ends.

## Il brano
Del brano, vennero pubblicate entrambe le versioni come double-track nei siti download digitali dal 3 dicembre 2013, due mesi dopo la pubblicazione del music video che anticipò il rilascio ufficiale come singolo, di fatto il video musicale del singolo è stato pubblicato su YouTube il 16 ottobre 2013 ovvero il giorno del compleanno di Inna.
Il remix della canzone con la voce aggiuntiva di Yendel fu pubblicata come unico video musicale della canzone.

## Crediti
- Inna - Voce, testo
- Play & Win - Testo, arrangiamento, produzione

## Tracce
Download digitale
- In Your Eyes (Remix feat. Yendel) - 3:15
- In Your Eyes - 2:47